# Génocide des Finnois d'Ingrie

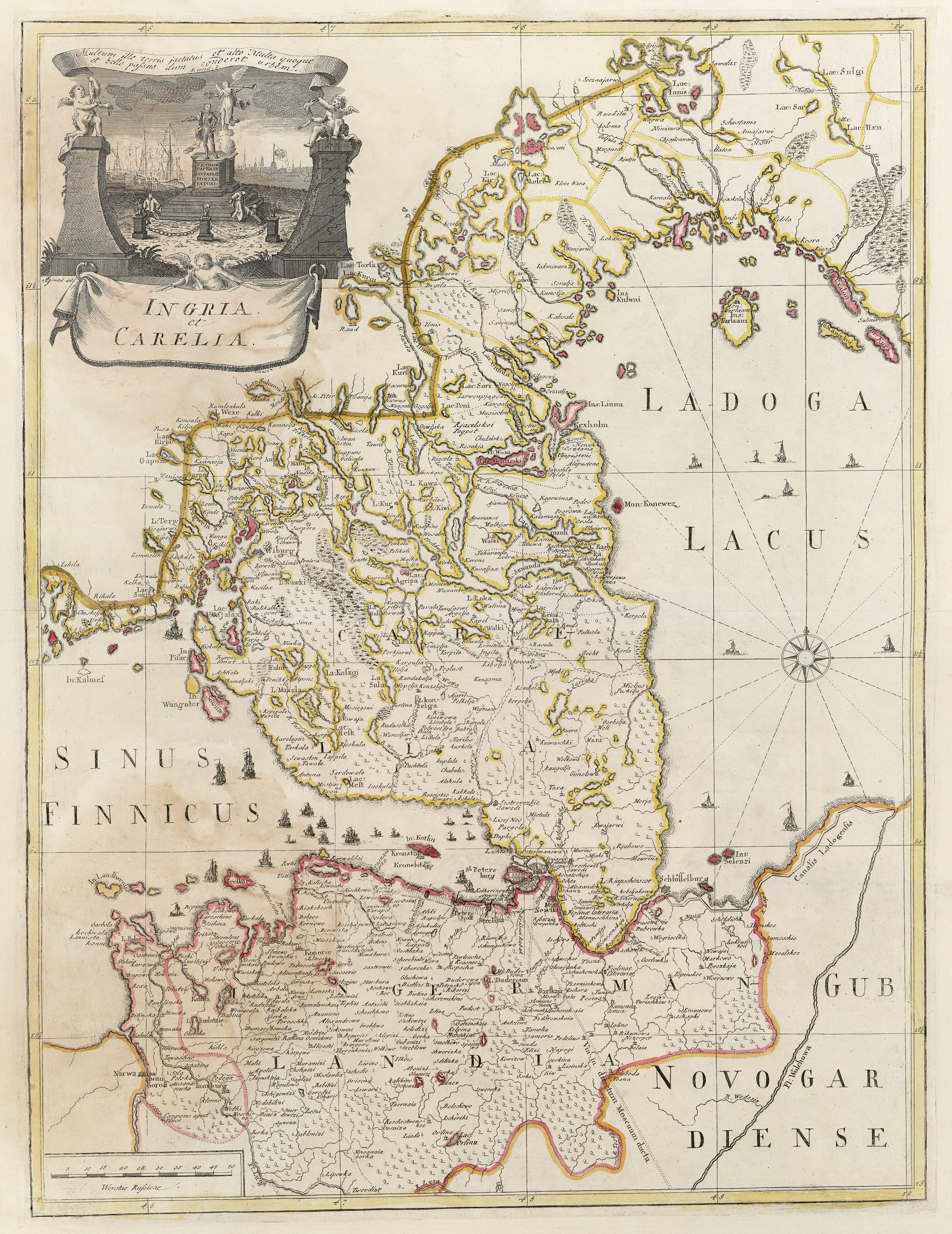
Carte de l'Ingrie et de l'Isthme de Carélie en 1740.

Le génocide des Finnois d'Ingrie (en finnois : Inkeriläisten kansanmurha) est une série d'événements déclenchés par la révolution russe au XXe siècle, au cours desquels l'Union soviétique a déporté, emprisonné et tué les Ingriens et détruit leur culture.
Par ce processus, l'Ingrie, au sens historique du terme, a cessé d'exister.
Avant la persécution, il y avait 140 000 à 160 000 Ingriens en Russie ; en 2015, ils n'étaient environ plus que 19 000 (après plusieurs milliers de rapatriements depuis 1990),,.

## Le génocide
À partir de 1935, le génocide se manifeste par des déportations de tous les habitants de villages ingriens, des arrestations massives et des exécutions, notamment en 1937 et 1938 dans le cadre de la Grande Purge.
La raison du génocide était le scepticisme de l'Union soviétique envers le peuple ingrien en raison de ses relations culturelles et historiques étroites avec la Finlande.
Au même moment, de nombreux autres groupes ethniques et minorités étaient aussi persécutés.
Le processus de destruction visant les Finnois d'Ingrie a été conçu et géré de manière centralisée.
La législation russe des années 1990 y fait également référence en tant que génocide.
La destruction visait en particulier le meurtre de la population masculine.
Des dizaines de milliers d'Ingriens sont morts sur les chemins de déportation et dans des camps de travail.

## Le contexte
Les Finnois d'Ingriens étaient principalement de petits agriculteurs indépendants dans les années 1920 et au début des années 1930, avec un niveau d'alphabétisation relativement élevé.
Ils étaient majoritairement luthériens.
L'Ingrie était située dans les environs de Leningrad, et les Ingriens formait le deuxième groupe ethnique après les Russes dans les années 1930.
Les Ingriens ont été ciblés à partir des années 1930.
Les réfugiés rouges qui ont perdu la guerre civile finlandaise ont accédé aux postes de direction politique de l'Ingrie.
Ils ont fait de la propagande pour collectiviser l'agriculture et ont dénoncé les prêtres.
En outre, ils ont aidé à l'arrestation de personnes et harcelé les Finnois d'Ingrie et les koulaks.
Les Ingriens sont devenus la cible de la terreur politique à partir de 1930.
En plus des agriculteurs indépendants, le régime soviétique a attaqué les personnes instruites, comme les enseignants et les dirigeants religieux dans toute l'Union soviétique.
Les employés de l'Église luthérienne ingrienne ont été emprisonnés, envoyés aux travaux forcés, déportés et exécutés.
Les églises ingriennes ont été converties en clubs, gymnases et entrepôts.
L'enseignement en finnois a été interdit dans les écoles d'Ingrie en 1937.
Les conseils de village, les institutions culturelles et les magazines finlandais ont été interdits.
Les Finlandais d'Ingrie ont été terrorisés et contraints à ce qui serait maintenant décrit comme un génocide et un nettoyage ethnique.
En 1926, le nombre d'Ingriens était estimé à 115 000 personnes.
Dans la période 1929-1931, 18 000 personnes, en 1935 environ 7 000 et en 1935-1936, un total de 26 000 à 27 000 personnes ont été déportées.
Les déportés se retrouvent dans des camps de travail et leur mortalité est élevée. Les déportations ont été effectuées dans la précipitation et le logement, la nourriture et les soins de santé des personnes ciblées ont été gravement déficients.
Entre 1929 et 1938, un total de 60 000 Ingriens, soit la moitié de la population d'Ingrie, ont été emprisonnés et déportés.
Pendant la Seconde Guerre mondiale, les Ingriens ont été expulsés de force de leur patrie pour des raisons ethniques, et même après la guerre, ils ont été empêchés de retourner dans leur patrie en 1954.
Les Ingriens déportés en Sibérie ont été placés dans des camps de prisonniers.
L'Union soviétique était silencieuse sur les Ingriens et ils n'existaient pas officiellement.
Ce n'est qu'à la dislocation de l'Union soviétique en 1990 que la Russie a cherché à améliorer leur situation avec une nouvelle législation.